# Children of Sorrow
Children of Sorrow é um filme produzido nos Estados Unidos e lançado em 2012.